# خرچنگان شنی
خرچنگان شنی (به لاتین: Hippidae)، خانوادهای از سخت‌پوستان ده‌پا است که در حال حاضر با نام انگلیسی خرچنگ شنی یا خرچن نقب‌زن شناخته می‌شود. آنها نزدیک به خانواده Albuneidae هستند که معمولاً در بالا خانواده خرچنگ‌شنی‌واران به آنها وابسته می‌شوند. خانواده خرچنگان شنی دربرگیرنده سه سرده Emerita, Hippa و Mastigochirus می‌باشد. آنها در ماسه فرومی‌روند و در سرتاسر جهان به جز قطب شمال و قطب جنوب یافت می‌شوند.